# Bahnhof München Ost

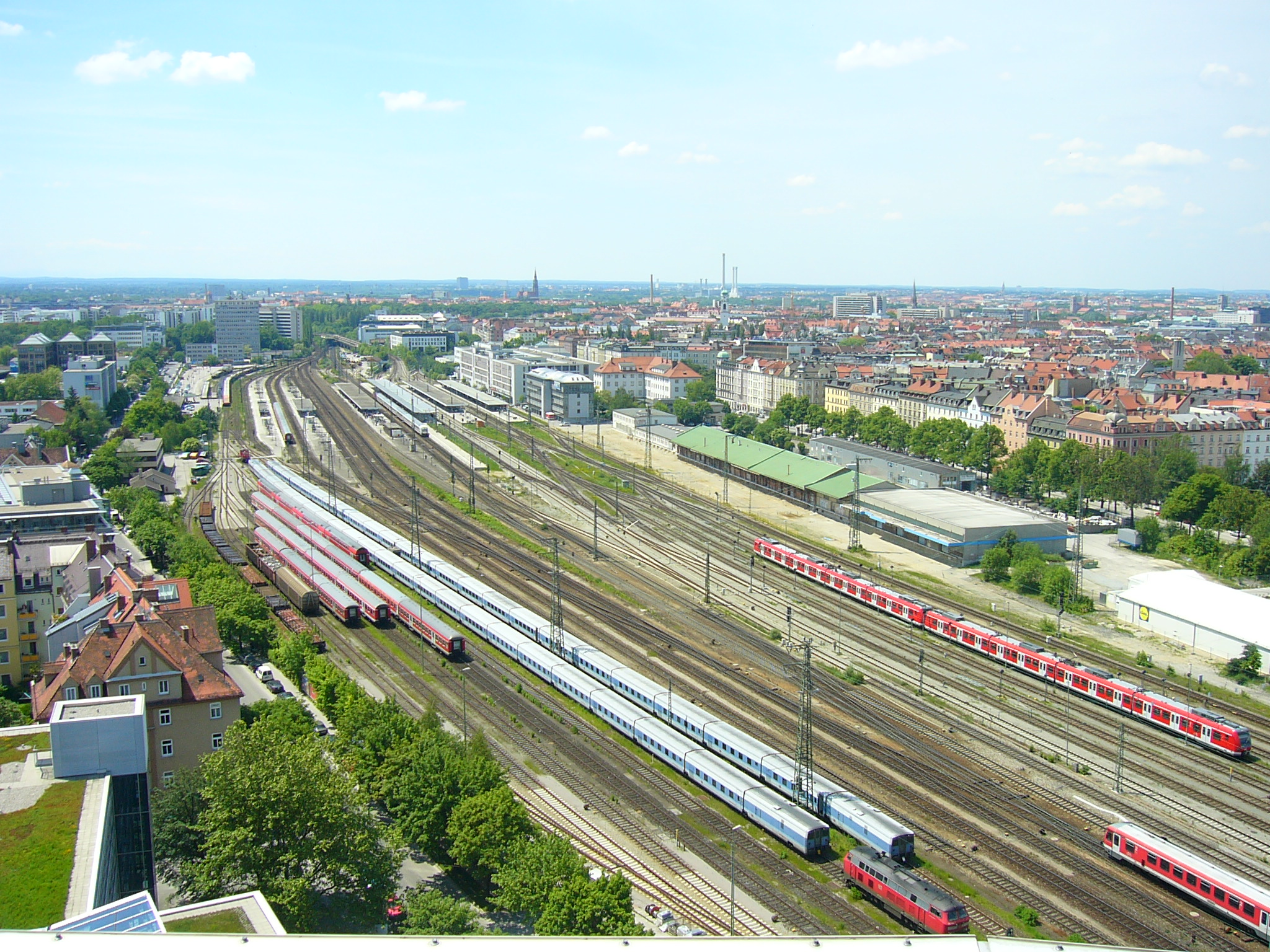
Stationen sedd från ovan.

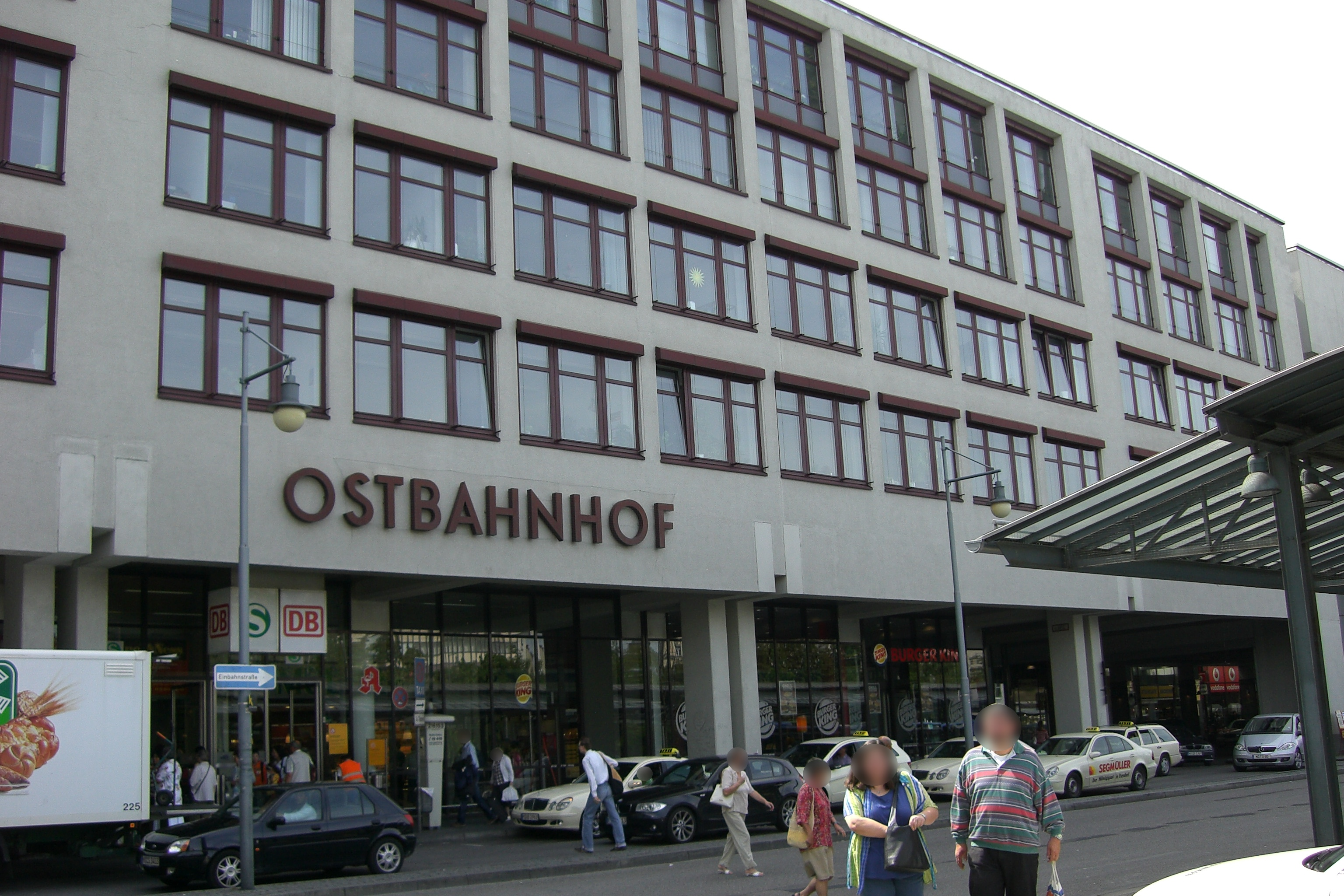
Huvudingången

Bahnhof München Ost (Ostbahnhof) öppnades 1871 under namnet Bahnhof Haidhausen. Den är en av Münchens tre fjärrtågsstationer (de andra är Bahnhof München-Pasing och München Hauptbahnhof). 1871 öppnades sträckan till Neuötting och samma år sträckan till Rosenheim. 1876 gavs stationen namnet Bahnhof München-Ost. 1944 förstördes stationen i ett bombanfall men återuppbyggdes under 1950-talet. 1972 började Münchens pendeltåg att trafikera här.